# François Duvalier

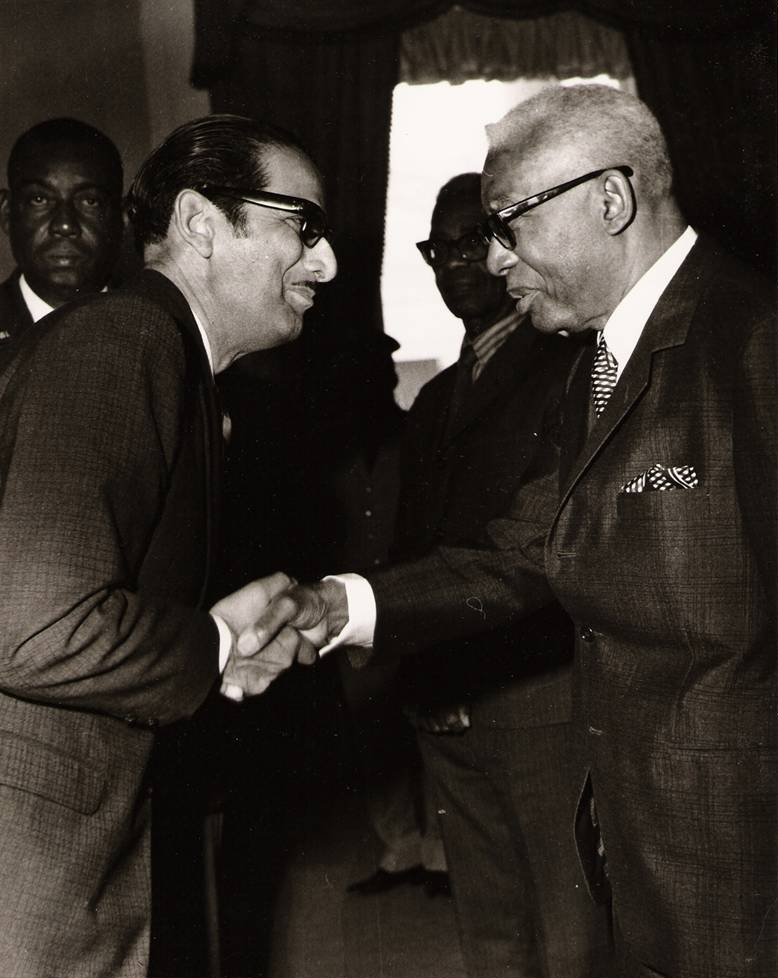
François Duvalier (rechts) met de ambassadeur van Guatemala in 1968

François Duvalier (Port-au-Prince, 14 april 1907 – aldaar, 21 april 1971), bijgenaamd Papa Doc, was president en dictator van Haïti.
Hij groeide op in Port-au-Prince en werd opgeleid tot arts. Hij maakte zich verdienstelijk bij het bestrijden van de tyfus en andere besmettelijke ziekten. In 1939 trouwde hij Simone Ovide en werd algemeen directeur van de nationale gezondheidsdienst in 1946. In 1949 werd hij minister van gezondheid en arbeid.
Nadat in 1956 bij een volksopstand president Paul Magloire was afgezet, vonden in 1957 verkiezingen plaats. Duvalier versloeg zijn rivaal Louis Déjoie met 72,4% van de stemmen. Aanvankelijk was hij populair en hij leek erop uit om iets te doen aan de armoede en het analfabetisme. Maar in 1959, na een mislukte invasie vanuit het communistisch geworden Cuba, leek hij niemand meer te vertrouwen. In 1961 liet hij zich herkiezen terwijl zijn termijn van zes jaar nog lang niet afgelopen was, en vanaf 1964 tot zijn dood regeerde hij als dictator en president voor het leven. Hij bleef met Amerikaanse hulp in het zadel.
Duvalier had een volledige greep op het leger en een gedienstige en gewelddadige geheime politie (Tonton Macoutes). Hij was een aanhanger van de vodou-godsdienst en probeerde de invloed van de Rooms-Katholieke Kerk te verminderen. Tweemaal werd een primaat uitgewezen, en in 1964 werd de hele Orde der Jezuïeten het land uitgezet.
Hij werd na zijn overlijden opgevolgd door zijn zoon Jean-Claude alias Baby Doc. Zowel Papa Doc als Baby Doc waren aangesteld 'voor het leven' en beiden voerden een schrikbewind.